# Bülent Eken
Bülent Eken (26 d'octubre de 1923 - 25 de juliol de 2016) fou un futbolista turc de la dècada de 1940.
Fou 13 cops internacional amb la selecció turca. Participà en els Jocs Olímpics de 1948 i al Mundial de 1954.
Pel que fa a clubs, defensà els colors de Galatasaray SK, Salernitana i Palermo.
Posteriorment fou entrenador, dirigint la selecció turca el 1962.